# Erminio Ardigò
Erminio Ardigò (Annicco, Cremona, 5 de enero de 1932 - San Giuliano Milanese, Milán, 1 de junio de 2004) fue un historietista italiano.

## Biografía
Debutó en 1959 colaborando en el cómic Cucciolo, publicado por la editorial Alpe, para la que dibujó la serie de historietas Il Sergente Smith. Más tarde dibujó la serie Kolosso, publicada por Gli Amici, y Tarzan de la editorial Cenisio. A principios de los años setenta también trabajó para la actual Sergio Bonelli Editore en la series Il Piccolo Ranger e Historia del Oeste, así como en series del Fumetto Nero como Diabolik (para la que realizó el sexto episodio de la primera serie, L'assassino fantasma) y Zakimort. Para la editorial francesa Lug ilustró Les Trois Téméraires, Fargo Jim y otras historias publicadas en la serie Spécial Kiwi. En los años setenta colaboró en la serie Kriminal, publicada por Editoriale Corno.